# Galileo Puente
Galileo Puente (Buenos Aires, 26 de diciembre de 1904-desconocido) fue un abogado y político argentino, que se desempeñó como ministro de Trabajo y Seguridad Social de la Nación Argentina entre 1962 y 1963, en el gobierno de José María Guido.

## Biografía
Estudió abogacía en la Facultad de Derecho y Ciencias Sociales de la Universidad de Buenos Aires.
Entre abril de 1959 y 1961 se desempeñó como subsecretario de Trabajo del gobierno de Arturo Frondizi, integrando el equipo del ministro de Trabajo y Seguridad Social interino Álvaro Alsogaray. En el marco de la aplicación del Plan CONINTES, Puente se jactó de la «purga» de activistas sindicales en las fábricas y de la «eliminación» de los sindicatos que «causaban problemas», citando el caso de una empresa tabacalera.
En abril de 1962, el presidente José María Guido lo designó Ministro de Trabajo y Seguridad Social. Fue acusado de «funcionario gremial peronista». En diciembre de 1962 Puente solicitó su renuncia, siendo rechazada, al tiempo que la Confederación General del Trabajo (CGT) realizó una huelga en su contra.
En enero de 1963, la CGT pidió nuevamente su renuncia. Dejó el cargo el 28 de febrero de 1963, siendo reemplazado de forma interina por el ministro de Educación y Justicia, Alberto Rodríguez Galán.
Hacia comienzos de la década de 1970, fue presidente de la Federación de Sociedades Españolas.